# Кравейшвили, Варфоломей Ираклиевич
Бату (Варфоломей) Ираклиевич Кравейшвили (груз. ბათუ (ბართლომე) ირაკლის ძე კრავეიშვილი; 16 декабря 1914 года, Самтредиа — 14 июня 1970 года, Тбилиси) — грузинский советский оперный певец (баритон). Народный артист Грузинской ССР (1950).

## Биография
В возрасте 13 лет переехал к дяде в Тбилиси. Дядя, Николоз, был художником Театра имени Руставели. Родители хотели видеть Бату врачом, поэтому он окончил 1-й Московский медицинский институт (1935) и в то время не думал о карьере певца. Однако певческий талант привёл его на сцену. Окончил Тбилисскую консерваторию в 1937 году (класс Е. А. Вронского) и в том же году дебютировал в Тбилиси. В 1939 году выиграл конкурс и был зачислен в Большой театр в Москве, где успешно пел партии Германа, Елецкого и другие.
В 1941 году вернулся в Тбилиси, где в Театре оперы и балета им. Палиашвили создал много замечательных оперных образов. Исполнял 42 ведущие оперные партии: Мурман, Киазо, Инкубус («Абесалом и Этери», «Даиси», «Латавра» Палиашвили), Гоча («Дареджан коварная» М. Баланчивадзе), Автандил («Сказание о Тариэле» Мшвелидзе), Грибоедов («Невеста Севера» Торадзе), Кучатнели («Арсен» Букин), князь Игорь, Елецкий, Онегин, Роберт, Риголетто, Амонасро, Яго, Скарпиа и другие. Член ВКП (б) с 1946 года.
С 1958 года преподавал в консерватории.

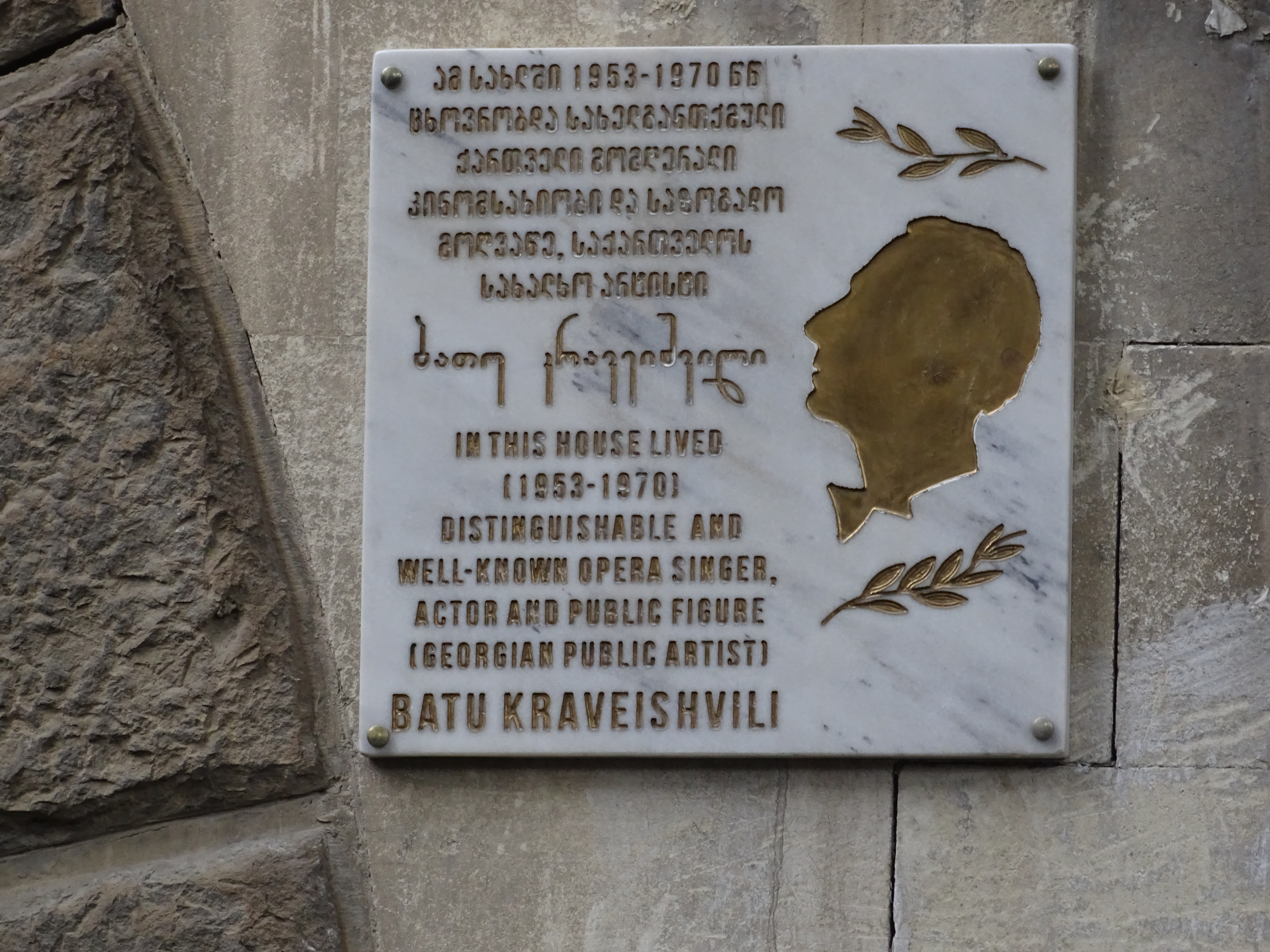
Мемориальная доска Кравейшвили

Жил в д. 12 на улице Даниела Чонкадзе (имеется мемориальная доска).
Умер от тяжёлой болезни (рак почки). Похоронен в Дидубийском пантеоне.

## Фильмография
- 1937 — Потерянный рай — Лазария
- 1948 — Кето и Котэ — Котэ